# Harrison (Politikerfamilie)
Die Harrison-Familie war eine politisch einflussreiche Familie in der frühen Geschichte der USA. Zu ihr gehörten:
- Benjamin Harrison V (1726–1791), Delegierter im Kontinentalkongress und Gouverneur von Virginia.
  - Carter Bassett Harrison (ca. 1756–1808), Abgeordneter im US-Repräsentantenhaus für Virginia, Sohn von Benjamin Harrison V
  - William H. Harrison (1773–1841), 9. Präsident der USA, Sohn von Benjamin Harrison V
    - John Scott Harrison (1804–1878), Abgeordneter für den Staat Ohio im US-Repräsentantenhaus, Sohn von William H. Harrison
      - Benjamin Harrison (1833–1901), 23. Präsident der USA, Sohn von John Scott Harrison
        - Mary Harrison McKee (1858–1930), First Lady von 1892 bis 1893, Tochter von Benjamin Harrison
        - Russell Benjamin Harrison (1854–1936), Sohn von Benjamin Harrison
          - William Henry Harrison (1896–1990), Abgeordneter im US-Repräsentantenhaus für Wyoming, Enkel von Benjamin Harrison und Sohn von Russel Harrison

    - Carter Harrison, Sr. (1825–1893), Abgeordneter im US-Repräsentantenhaus für Illinois und Bürgermeister von Chicago, Cousin 2. Grades von William Henry Harrison (1773–1841)
      - Carter Harrison, Jr. (1860–1953), Bürgermeister von Chicago, Sohn von Carter Harrison, Sr.